# Jami Äijänen
Pour les articles homonymes, voir Äijänen.
Jami Äijänen, né le 18 avril 1996 à Järvenpää, est un joueur professionnel de squash représentant la Finlande. Il atteint en mai 2017 la 124e place mondiale sur le circuit international, son meilleur classement. Il est champion de Finlande en 2018 et 2023.
Son frère Miko Äijänen est également joueur de squash, champion de Finlande en 2019.

## Palmarès

### Titres
- Championnats de Finlande : 2 titres (2018, 2023)